# Touloum (Ndoukoula)
Ne doit pas être confondu avec Touloum.
Touloum est une localité du Cameroun située dans l'arrondissement de Ndoukoula, le département du Diamaré et la région de l’Extrême-Nord. Elle fait partie du canton de Kola.

## Population
Les habitants sont des Daba.
Lors du recensement de 2005, on y a dénombré 152 personnes.